# Mollinedioideae
Mollinedioideae , biljna potporodica, dio porodice Monimiaceae u redu lovorolike.
Sastoji se od tri tribusa.

## Tribusi i rodovi
1. Subfamilia Mollinedioideae (J.R.Perkins) Thorne
  1. Tribus Hedycaryeae A. DC.
    1. Decarydendron Danguy (4 spp.)
    2. Ephippiandra Decne. (6 spp.)
    3. Hedycarya J. R. Forst. & G. Forst. (16 spp.)
    4. Kibaropsis Vieill. ex Guill. (1 sp.)
    5. Levieria Becc. (7 spp.)
    6. Tambourissa Sonner (45 spp.)
    7. Xymalos Baill. (2 spp.)

  2. Tribus Mollinedieae Perkins
    1. Austromatthaea L. S. Sm. (1 sp.)
    2. Kairoa Philipson (4 spp.)
    3. Kibara Endl. (39 spp.)
    4. Matthaea Blume (7 spp.)
    5. Macropeplus Perkins (4 spp.)
    6. Macrotorus Perkins (2 spp.)
    7. Grazielanthus Peixoto & Per.-Moura (1 sp.)
    8. Mollinedia Ruiz & Pav. (61 spp.)
    9. Parakibara Philipson (1 sp.)
    10. Steganthera Perkins (20 spp.)
    11. Wilkiea F. Muell. (12 spp.)
    12. Pendressia Whiffin (1 sp.)
    13. Hemmantia Whiffin (1 sp.)

  3. Tribus Hennecartieae Philipson
    1. Hennecartia Poiss. (1 sp.)

## Vanjske poveznice
|  | Zajednički poslužitelj ima još gradiva o temi Mollinedioideae |
|  | Wikivrste imaju podatke o taksonu Mollinedioideae             |